# Андерсен, Фритьоф
Фритьоф Андерсен (норв. Frithjof Andersen; 5 апреля 1893, Осло, Норвегия — 24 июля 1975, Осло, Норвегия) — норвежский борец греко-римского стиля, бронзовый призёр Олимпийских игр. Первый норвежский призёр олимпийских игр по борьбе  

## Биография
На Летних Олимпийских играх 1920 года в Антверпене боролся в весовой категории до 67,5 килограммов (лёгкий вес).Схватка по регламенту турнира продолжалась два раунда по 10 минут, и если никто из борцов в течение этих раундов не тушировал соперника, назначался дополнительный раунд, продолжительностью 20 минут, и после него (или во время него) победа присуждалась по решению судей. В отдельных случаях для выявления победителя мог быть назначен ещё один дополнительный раунд, продолжительностью 10 минут. Однако после первого дня соревнований организаторы пришли к выводу, что при такой системе они не успеют провести соревнования, и время схватки сократили до одного 10-минутного раунда, в котором победить можно было только на туше и 15-минутного дополнительного раунда, после которого победа отдавалась по решению судей. В полутяжёлом весе борьбу за медали вели 22 спортсмена. Турнир проводился по системе с выбыванием после поражения; выигравшие во всех схватках проводили свой турнир за первое место, проигравшие чемпиону разыгрывали в своём турнире второе место, проигравшие проигравшим чемпиону разыгрывали в своём турнире третье место.
Фритьоф Андерсен в третьей схватке был побеждён будущим вице-чемпионом Таави Тамминеном и перешёл в турнир борцов за третье место. В этом турнире победил и завоевал бронзовую награду.
| Выступление на Олимпийских играх 1920 года | Выступление на Олимпийских играх 1920 года | Выступление на Олимпийских играх 1920 года | Выступление на Олимпийских играх 1920 года | Выступление на Олимпийских играх 1920 года | Выступление на Олимпийских играх 1920 года | Выступление на Олимпийских играх 1920 года |
| Круг                                       | Соперник                                   | Страна                                     | Результат                                  | Баллы                                      | Всего баллов                               | Время схватки                              |
| ------------------------------------------ | ------------------------------------------ | ------------------------------------------ | ------------------------------------------ | ------------------------------------------ | ------------------------------------------ | ------------------------------------------ |
| 2                                          | Холгер Линдберг                            | Швеция                                     | Победа Туше                                |                                            |                                            | 26:06                                      |
| ¼                                          | Карл Корсе                                 | Нидерланды                                 | Победа Туше                                |                                            |                                            | 13:07                                      |
| ½                                          | Таави Тамминен                             | Финляндия                                  | Поражение По очкам                         |                                            |                                            | 27:19                                      |
| ¼ за третье место                          | Франц Фризенфельдт                         | Дания                                      | Победа Неявка соперника                    |                                            |                                            | 0:00                                       |
| ½ за третье место                          | Франтишек Коприва                          | Чехословакия                               | Победа Туше                                |                                            |                                            | 0:54                                       |
| Финал за третье место                      | Фритц Янссенс                              | Бельгия                                    | Победа Туше                                |                                            |                                            | 3:19                                       |

Умер в 1975 году в Осло.